# Micaria tarabaevi
Micaria tarabaevi är en spindelart som beskrevs av Mikhailov 1988. Micaria tarabaevi ingår i släktet Micaria och familjen plattbuksspindlar.
Artens utbredningsområde är Kazakstan. Inga underarter finns listade i Catalogue of Life.